# Petrus Strandbergius
Petrus Jonæ Strandbergius, död 1682, var en svensk präst.

## Biografi
Petrus Strandbergius blev troligen 20 oktober 1647 student vid Uppsala universitet och var medlem i Östgöta nation. Han blev 1655 hjälppräst i Jacobs kyrka i Stockholm och höll sin första predikan där 4 juli 1655. Strandbergius blev 26 april 1654 kyrkoherde i Danviks hospital och Sicklaö församling, där han tillträdde 1 oktober 1665. Han avled 1682 och begravdes i Katarina kyrka i januari 1683.

### Egendom
Han ägde en gård i hörnet på gamla Tullportsgatan och Tjäderhovsgatan i Stockholm. Den såldes 14 september 1689 till klädvävaren Arvid Rahlson.

### Familj
Strandbergius var gift med Brita Hontherus, dotter till kyrkoherden Daniel Hontherus i Valö församling. De fick tillsammans barnen Daniel Strandbergius (född 1658), Daniel Strandbergius (född 1662), kammarskrivaren Strandbergius (född 1665), pastorsadjunkten Jonas Strandbergius (död 1727), Margareta Strandbergius som var gift med sysslomannen Johan Eriksson Torshell och Catharina Strandbergius som var gift med mjölnaren Abraham Eriksson.